# Пантелеимон (Митрюковский)
Епископ Пантелеимон (в миру Сергей Петрович Митрюковский; 20 января 1912, Воткинск, Сарапульский уезд, Вятская губерния  — 28 января 1993, Воткинск, Удмуртия) — епископ Русской православной церкви, епископ Казанский и Марийский.

## Биография
По окончании семилетней школы города Воткинска с лета 1927 года служил чтецом, певцом и иподиаконом в кафедральном соборе Воткинска.
В 1928—1933 годах (с 16-ти лет) служил псаломщиком на сельском приходе.
Работал на Сталинградском тракторном заводе с 1933 по 1936 год сначала счетоводом, затем старшим счетоводом цеха. С 1936 по январь 1941 года — на Воткинском машзаводе сначала бухгалтером цеха, затем старшим экономистом-плановиком цеха и, наконец, помощником начальника цеха по труду. С марта 1941 по 25 мая 1944 — в Воткинском Райуполнаркомзаке в должности заведующего планово-учётной группы.
В июне 1943 года был признан негодным к несению военной обязанности из-за туберкулёза легких и порока сердца.
18 сентября 1944 года епископом Молотовским (Пермским) Александром рукополжен во диакона, а 5 февраля 1945 года — во пресвитера.
С 1948 по 1956 годы был благочинным храмов Пермской епархии. С 1960 года служил в Ижевской епархии.
С 1967 года — секретарь епархиального управления Ижевской епархии, благочинный храмов епархии и настоятель Троицкого кафедрального собора в г. Ижевске. Правящего архиерея в Ижевской епархии в 1961 году «сократили», временным управляющим был архиепископ Казанский и Марийский Михаил (Воскресенский), который иногда посещал Ижевск. Таким образом, протоиерей Сергий Митрюковский реально руководил епархией.
В 1971 году был членом Поместного Собора Русской Православной Церкви.
18 августа 1975 года пострижен в монашество и возведён в сан архимандрита.
19 августа 1975 года хиротонисан во епископа Казанского и Марийского. Хиротонию совершали: Патриарх Пимен, митрополит Херсонский и Одесский Сергий (Петров) и архиепископ Ивано-Франковский и Коломыйский Иосиф (Савраш).
В 1980 году епископу Пантелеимону удалось полулегально восстановить почитание казанских святых — он, не спросив разрешения у уполномоченного, поместил в Никольском соборе икону «Собор Казанских святых». В 1984 году празднование собора казанских святых было установлено официально.
27 января 1982 года в связи с 70-летием награждён орденом св. князя Владимира II степени.
16 декабря 1986 года награждён орденом Преподобного Сергия Радонежского II степени.
Епископ Пантелеимон активно противодействовал клирикам, завербованным КГБ.
Большим событием в жизни епархии явилось открытие в 1980 году прихода в г. Бугульма и строительство в городе каменного храма, который епископ Пантелеимон освятил в честь Казанской иконы Богоматери 1 ноября 1987 года.
30 ноября 1988 года Определением Священного Синода уволен на покой по прошению. Был изгнан из епархии новым епископом Анастасием (Меткиным). Поселился в родном Воткинске.
Скончался 28 января 1993 года, и похоронен у ограды Преображенского храма.